# 安懷浦
安怀浦 ，是安重霸的儿子，是唐朝云州人。在后晋天福年间，他被任命为禁军指挥使。在契丹占领澶州时，他因为在战场前忸怩迟疑，被景延广诛杀。

### 家庭成员
父亲：安重霸
叔叔：安重进